# Zegelslang
De zegelslang (Nerodia sipedon) is een niet-giftige slang uit de familie toornslangachtigen (Colubridae) en de onderfamilie waterslangen (Natricinae).

## Naam en indeling
De wetenschappelijke naam van de soort werd voor het eerst voorgesteld door Carl Linnaeus in 1758. Oorspronkelijk werd de wetenschappelijke naam Coluber Sipedon gebruikt. De slang werd later aan de geslachten Tropidonotus en Natrix toegekend.

### Ondersoorten
De soort wordt verdeeld in vier ondersoorten die onderstaand zijn weergegeven, met de auteur en het verspreidingsgebied.
| Naam                           | Auteur                | Verspreidingsgebied                               |
| ------------------------------ | --------------------- | ------------------------------------------------- |
| Nerodia sipedon insularum      | Conant & Clay, 1937   | Verenigde Staten, Canada                          |
| Nerodia sipedon pleuralis      | Cope, 1892            | Verenigde Staten (Florida, South Carolina, Texas) |
| Nerodia sipedon sipedon        | Linnaeus, 1758        | Overige delen van het verspreidingsgebied.        |
| Nerodia sipedon williamengelsi | Conant & Lazell, 1973 | Verenigde Staten (North Carolina)                 |

## Uiterlijke kenmerken
De totale lichaamslengte bedraagt ongeveer 55 tot 105 centimeter, uitschieters kunnen tot anderhalve meter lang worden. De kleur is licht- tot donkerbruin, met donkere, vlamachtige vlekken op de nek en kop, grote donkere vlekken tot dwarsbanden op de rug en een gebandeerde staartpunt. De dorsale vlekken zijn breder dan de basiskleur. Op de buik zijn onregelmatige zwarte en bruine vlekken aanwezig, deze zijn vaak halvemaan-vormig. De juvenielen zijn lichter gekleurd en meer rood van kleur, de vlekken en dwarsbanden steken sterker af maar deze kenmerken vervagen met de jaren. De kop heeft kleine ogen met een ronde pupil en is iets afgeplat en duidelijk te onderscheiden van de nek. De slang wordt vaak verward met de zeer giftige koperkop (Agkistrodon contortrix), maar deze laatste soort heeft een meer hoekige kop, verticale pupillen en een opening tussen het oog en het neusgat.

## Voortplanting
Het vrouwtje is na twee tot drie jaar geslachtsrijp en baart ongeveer 15 tot 30 levende jongen, er is een exemplaar beschreven dat maar liefst 99 jongen ter wereld bracht in een enkele worp. In het noorden van het verspreidingsgebied gewoonlijk tussen augustus en oktober, in het zuiden van juli tot augustus. Niet ieder jaar worden eitjes geproduceerd.

## Levenswijze

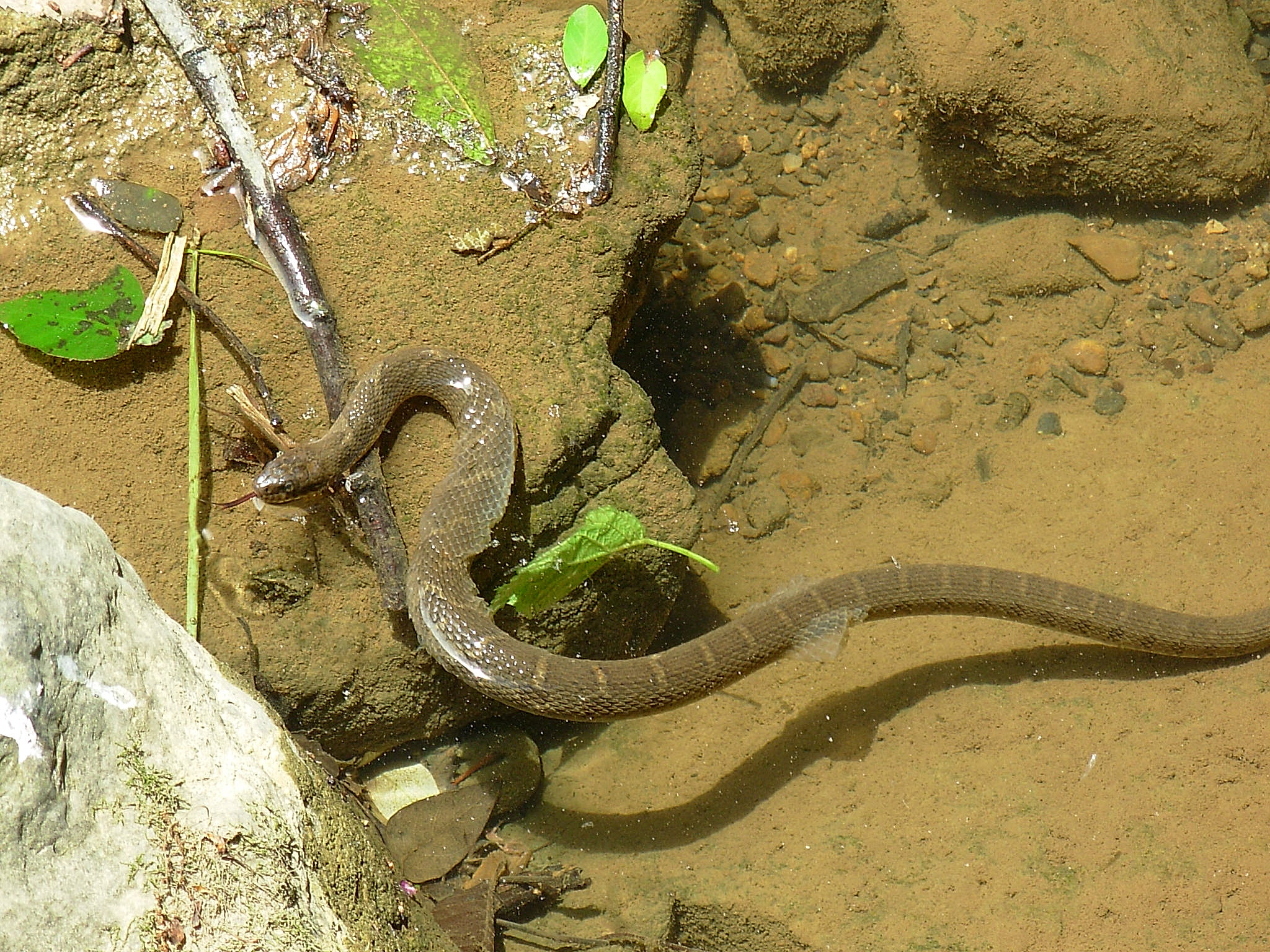
De vervelling vindt plaats in het water.

Nerodia sipedon is zowel dag- als nachtactief en zoekt naar voedsel in ondiep water en rust en zont op de oever. De slang kan anderhalf uur onder water blijven. Op het menu staan kleine gewervelden, voornamelijk vissen en kikkers. Soms worden ongewervelden en kleine zoogdieren gegeten. De prooi wordt levend doorgeslikt. In de winter wordt een winterslaap gehouden op verborgen locaties zoals in holen, tussen stenen of in gaten in de oever.
Bij verstoring wordt als waarschuwing met de staart getrild, bij aanraking kan de slang door de relatief lange tanden pijnlijk bijten, maar is niet giftig.

## Verspreiding en habitat
Nerodia sipedon komt voor delen van Noord-Amerika en leeft in de landen Canada (in de staten Ontario en Quebec) en in de Verenigde Staten. In de VS komt de slang voor in de staten Colorado, Nebraska, Kansas, Oklahoma, Iowa, Missouri, Arkansas, Minnesota, Wisconsin, Illinois, Tennessee, Louisiana, Mississippi, Alabama, Georgia, Florida, South Carolina, North Carolina, Kentucky, West Virginia, Virginia, Indiana, Ohio, Pennsylvania, New York, Vermont, New Hampshire, Maine, Massachusetts, Connecticut, New Jersey, Delaware, Maryland en Michigan.
De habitat bestaat uit verschillende wateren met zoet water, van kanalen en vijvers tot kreekjes en rivieren maar vooral in verschillende typen draslanden. Ook in vochtige laaglanden en brakwatermoerassen wordt de slang aangetroffen maar altijd op open, zonnige locaties. Vanwege het algemene voorkomen en het feit dat allerlei typen wateren geschikt zijn als habitat, worden sportvissers vaak geconfronteerd met de slang.

## Beschermingsstatus
Door de internationale natuurbeschermingsorganisatie IUCN is de beschermingsstatus 'veilig' toegewezen (Least Concern of LC).